# Дюлински проход

Дюлински проход (до 1942 г.: Айваджишки проход) е планински проход (седловина) в средната част на Еминска планина (част от Източна Стара планина), в Община Несебър и Община Поморие, област Бургас.
Дължината на прохода е 21,3 км, надморска височина на седловината – 435 м.
Проходът свързва долината на река Двойница (влива се в Черно море) на север с долината на Хаджийска река (влива се в Черно море) на юг. Проходът започва след моста над река Двойница южно от село Дюлино на 34 м н.в. и с множество завои и стръмни участъци след 7,9 км излиза на билото на Еминска планина при село Паницово. На 4,7 км след селото пътят преодолява най-високата точка на седловината (435 м н.в.) и започва спускане по южния склон на планината. След 8,7 км шосето слиза в долината на Бяла река (ляв приток на Хаджийска река) и северно от село Гюльовца, при разклона за село Горица, на 68 м н.в. проходът свършва.
През седловината преминава участък (от км 12,9 до км 34,2) от третокласния Републикански път III-906, село Рудник – Каблешково – Бургас. Пътят през прохода е тесен, с големи наклони и остри завои, забранен за движение на тежкотоварни МПС и през зимния сезон често се затваря за движение на моторни превозни средства.

## Други
На Дюлинския проход е наречена улица в квартал „Стрелбище“ в София (Карта).

## Топографска карта
- Лист от карта K-35-44. Мащаб: 1 : 100 000.